# Жаброноги
Жаброноги (лат. Anostraca) — отряд пресноводных ракообразных класса жаброногих, единственный в подклассе Sarsostraca. Известно около 200 видов.

## Описание
Тело разделено на голову, грудь и брюшной отдел. На голове есть шов, который отделяет переднюю её часть от задней. Антеннулы довольно длинные, не разделены на членики. У самцов задние антеннулы более мощные, с их помощью удерживается самка во время спаривания. По бокам расположены фасеточные глаза, а на лбу находится один науплиальный. Жвалы мощные, но отсутствуют щупики. Челюсти развиты слабо. Перед ними находится верхняя губа в форме козырька, задерживающая ток воды. Железы на ней выделяют вещество, скрепляющее мелкие пищевые частицы в комок.
У большинства видов грудь состоит из 11, реже 17-19 сегментов. На каждом есть пара ножек. Ножка имеет с наружной стороны 2-3 лопасти, которые используются для дыхания и одна, с помощью которой осуществляется движение. С внутренней стороны находится 6 лопастей, направляющие ток воды к ротовому отверстию.
Брюшко длинное, цилиндрической формы, состоит из 8 сегментов и тельсона. Первые два сегмента часто сливаются. Здесь у самцов находятся два трубковидных органов копулятивного аппарата. У самок к передним сегментам прикрепляется яйцевой мешок.
Жаброноги хорошо приспособлены к жизни в сухих районах, где вода бывает лишь в определённое время года. Их яйца могут выживать во время засухи в течение нескольких лет, и вылупление происходит только примерно через 30 часов после того, как дождь заполнит пересохшие водоёмы на месте их обитания. 
Питаются микроскопическими водорослями и другими органическими частицами.

## Местообитания
Представителей отряда можно встретить в новообразовавшихся водоёмах, колдобинах и эфемерных водоёмах.

## Классификация
На февраль 2019 года в отряд включают 8 семейств:
- Семейство Artemiidae Grochowski, 1896
- Семейство Branchinectidae Daday, 1910 (sensu Rogers & Coronel, 2011)
- Семейство Branchipodidae Baird, 1852 [syn. Branchipidae Burmeister, 1846, Branchipiens Milne-Edwards, 1840]
- Семейство Chirocephalidae Daday, 1910 [syn. Artemiopsidae Brtek, 1966, Branchipidae Verrill, 1870, Branchipusidae Baird, 1845, Galaziellidae Naganawa, 2001, Linderiellidae Brtek, 1964, Polyartemiidae Simon, 1886]
- Семейство Parartemiidae Daday, 1910 (sensu Weekers et al., 2002)
- Семейство Streptocephalidae Daday, 1910
- Семейство Tanymastigidae Brtek, 1972
- Семейство Thamnocephalidae Packard, 1883